# Orlando Kellogg
Orlando Kellogg, född 18 juni 1809 i Elizabethtown, New York, död 24 augusti 1865 i Elizabethtown, New York, var en amerikansk politiker. Han var ledamot av USA:s representanthus 1847–1849 och på nytt från 1863 fram till sin död. Den första ämbetsperioden representerade han Whigpartiet och den andra Republikanska partiet.
Kellogg efterträdde 1847 Erastus D. Culver som kongressledamot och efterträddes 1849 av George Rex Andrews. År 1863 efterträdde han sedan William A. Wheeler i representanthuset och avled 1865 i ämbetet.